# Sicario: Nájemný vrah
Sicario: Nájemný vrah (v anglickém originále Sicario) je americké thrillerové filmové drama z roku 2016. Režie se ujal Denis Villeneuve a scénáře Taylor Sheridan. Hlavní role hrají Emily Bluntová, Benicio del Toro a Josh Brolin. Snímek bojoval o Zlatou palmu na Filmovém festivalu v Cannes, kde měl světovou premiéru 19. května 2015. V USA se film začal oficiálně promítat 18. září 2015. V České republice měl premiéru 29. října 2015. Získal tři nominaci na Oscara a tři BAFTA nominace.

## Obsazení
| Emily Bluntová        | Kate Macer        |
| Benicio del Toro      | Alejandro Gillick |
| Josh Broliin          | Matt Graver       |
| Daniel Kaluuya        | Reggie Wayne      |
| Maximiliano Hernández | Silvio            |
| Victor Garber         | Dave Jennings     |
| Jon Bernthal          | Ted               |
| Jeffrey Donovan       | Steve Forsing     |
| Raoul Trujillo        | Rafael            |
| Julio Cedillo         | Fausto Alarcón    |
| Hank Rogerson         | Phil Coopers      |
| Bernardo P. Saracino  | Manuel Diaz       |

## Produkce
V prosinci 2013 bylo oznámeno, že Denis Villeneuve bude režírovat dramatický film Sicario. Společnosti Black Label Media a Thunder Road Pictures film zafinancovaly a produkovaly. Emily Bluntová se k filmu připojila v dubnu roku 2014, krátce nato následovalo připojení Benicia del Tora. V květnu se připojili Jon Bernthal a Josh Brolin, také kameraman Roger Deakins byl k projektu přibrán. V srpnu 2014 se k projektu připojil hudebník Jóhann Jóhannsson. Natáčení začalo 30. června 2014 v Albuquerque v Novém Mexiku.

## Přijetí
Film vydělal 46,9 milionů dolarů v Severní Americe a 37,9 milionů dolarů v ostatních oblastech, celkově tak vydělal 84,8 milionů dolarů po celém světě. Rozpočet filmu činil 30 milionů dolarů. Za první promítací den vydělal 4,3 milionů a stal se třetím nejnavštěvovanějším filmem, po filmech Marťan a Hotel Transylvánie 2. Za první víkend vydělal 12,1 milionů dolarů.
Film získal pozitivní recenze od kritiků. Na recenzní stránce Rotten Tomatoes získal z 231 započtených recenzí 94 procent s průměrným ratingem 8 bodů z deseti. Na serveru Metacritic snímek získal z 48 recenzí 82 bodů ze sta. Na Česko-Slovenské filmové databázi snímek získal 77%.